# Sawahbesar
Sawahbesar is een bestuurslaag in het regentschap Semarang van de provincie Midden-Java, Indonesië. Sawahbesar telt 8828 inwoners (volkstelling 2010).